# Soul on Top
Soul on Top è il trentaduesimo album in studio del cantante statunitense James Brown, pubblicato nel 1970.

## Tracce
1. That's My Desire (Helmy Kressa, Carroll Loveday) – 4:10
2. Your Cheatin' Heart (Hank Williams) – 2:59
3. What Kind of Fool Am I? (Leslie Bricusse, Anthony Newley) – 3:06
4. It's a Man's Man's Man's World (Unedited Version) (James Brown, Betty Jean Newsome) – 6:40
5. The Man in the Glass (Bud Hobgood) – 5:56
6. It's Magic (Sammy Cahn, Jule Styne) – 3:14
7. September Song (Unedited Version) (Maxwell Anderson, Kurt Weill) – 5:02
8. For Once in My Life (Unedited Version) (Ron Miller, Orlando Murden) – 4:43
9. Every Day I Have the Blues (Unedited Version) (Memphis Slim) – 4:28
10. I Need Your Key (To Turn Me On) (Louie Bellson) – 3:46
11. Papa's Got a Brand New Bag (Brown) – 4:41